# Emin Əhmədov
Emin Əhmədov (* 6. Oktober 1986 in Baku) ist ein aserbaidschanischer Ringer.

## Biografie
Emin Əhmədov nahm an den Olympischen Sommerspielen 2012 in London teil. Im griechisch-römischen Ringen im Mittelgewicht gewann er die Bronzemedaille.
2009 wurde er Aserbaidschanischer Meister.